# آلیک سارگسیان
آلیک سارگسی سارگسیان (ارمنی: Ալիկ Սարգսի Սարգսյան؛ زادهٔ ۱ ژوئن ۱۹۵۷) یک سیاستمدار اهل ارمنستان است که از تاریخ ۲۰۱۷ تا تاریخ ۲۰۱۸ سمت نمایندگی دوره ششم مجلس ملی جمهوری ارمنستان را برعهده داشت.

## زندگی‌نامه
در ۱ ژوئن ۱۹۵۷ در کاناچوت به دنیا آمد و از دانشگاه دولتی علوم پرورشی خاچاطور آبوویان ارمنستان فارغ‌التحصیل شد. 